# Alain Juppé

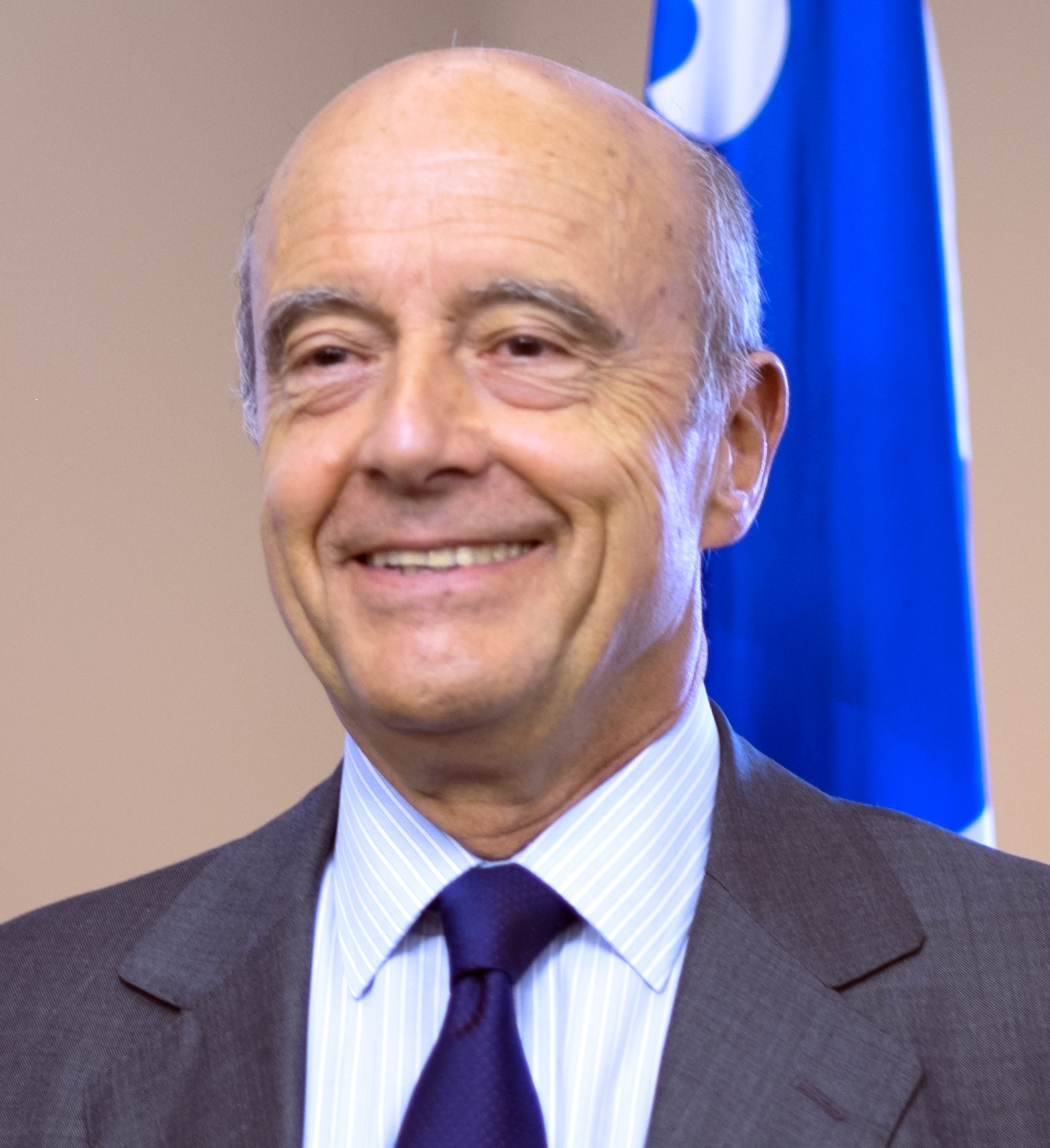
Alain Juppé (2015)

Alain Juppé (Aussprache: [aˈlɛ̃ ʒyˈpe] ⓘ; * 15. August 1945 in Mont-de-Marsan, Département Landes) ist ein französischer gaullistischer Politiker (RPR, UMP, Les Républicains). Er war von 1995 bis 2004 und von 2006 bis zum 7. März 2019 Bürgermeister von Bordeaux, hatte mehrere Ministerämter inne und war vom 18. Mai 1995 bis zum 2. Juni 1997 Premierminister von Frankreich. 
Juppé bewarb sich um die Kandidatur der Républicains bei der Präsidentschaftswahl in Frankreich 2017; in den parteiinternen Vorwahlen unterlag er jedoch seinem Konkurrenten François Fillon. Seit dem 12. März 2019 ist er Mitglied des französischen Verfassungsgerichts Conseil constitutionnel.

## Leben
Alain Juppé ist der Sohn von Marie (1910–2004) und Robert Juppé, beide Anhänger der konservativen Gaullisten. Seine Schulzeit im Gymnasium Victor Duruy in Mont-de-Marsan (Landes) war sehr erfolgreich. Mit 17 Jahren bestand er sein Abitur. Am Pariser Lycée Louis-le-Grand besuchte er die Classe préparatoire in Sprachen und Geisteswissenschaften (Khâgne). Er ist Absolvent dreier Elitehochschulen. Die École normale supérieure (ENS), in die er 1964 aufgenommen wurde, schloss er 1967 mit der Agrégation (Lehrbefugnis für höhere Schulen) in klassischen Sprachen ab. Anschließend absolvierte er das Institut d’études politiques de Paris (Sciences Po) im Bereich öffentlicher Dienst (Abschluss 1968) und die École nationale d’administration (ENA; 1970–1972). Seine Studien unterbrach er 1969–1970 für den Militärdienst.
Juppé stimmte laut eigenen Angaben bei der Präsidentschaftswahl 1969 für Alain Krivine (Ligue Communiste). Von 1972 bis 1976 war er Finanzinspektor, ein üblicher Berufseinstieg für erfolgreiche Absolventen der ENA.

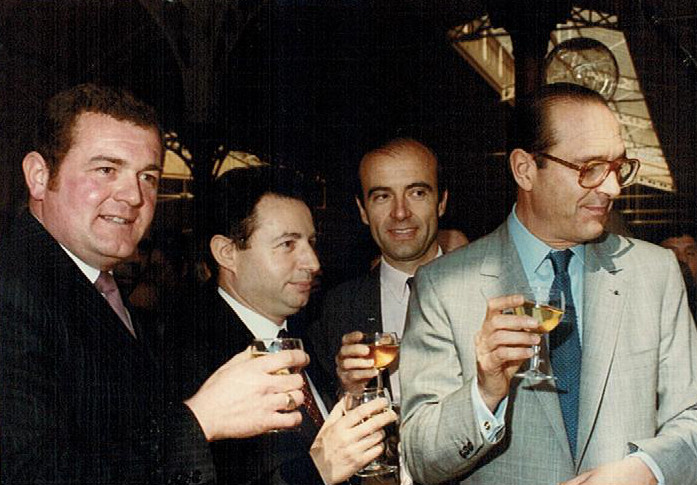
Juppé (2. v. r.) mit seinen Parteikollegen Bernard Quesson, Claude-Gérard Marcus und Jacques Chirac, 1988

Im Jahre 1976 wurde er enger Mitarbeiter von Premierminister Jacques Chirac. Im März 1978 stellte er sich ohne Erfolg der Wahl zur Französischen Nationalversammlung in Mont-de-Marsan als Kandidat des Rassemblement pour la République (RPR). Danach arbeitete er an der Seite des Pariser Bürgermeisters Jacques Chirac. Im Jahre 1979 wurde er in den Vorstand der RPR gewählt und zum Assistenten der Finanzleitung und Wirtschaftsangelegenheiten der Stadt Paris ernannt.
Vom 20. März 1986 bis zum 10. Mai 1988 bekleidete er das Amt des Ministers für den Staatshaushalt in der Regierung Chiracs. 1989 wurde er in das Europaparlament gewählt. Vom 30. März 1993 bis zum 18. Mai 1995 war er in der Regierung Balladur Außenminister. 1994 bis 1997 war er als Nachfolger Chiracs Parteivorsitzender des RPR.
Chirac ernannte nach seinem Sieg bei der Präsidentschaftswahl 1995 Juppé zum Premierminister. Im Juni des Jahres 1995 wurde er zusätzlich noch zum Bürgermeister der Stadt Bordeaux gewählt und damit Nachfolger von Jacques Chaban-Delmas, der dieses Amt seit 1947 innegehabt hatte. Nach der Wahlniederlage des bürgerlichen Lagers bei der Parlamentswahl 1997 musste Juppé das Amt des Premierministers an Lionel Jospin abgeben. Er wurde aber zum Abgeordneten in der französischen Nationalversammlung für das Département Gironde gewählt. Die Anhänger des Chirac-Rivalen Édouard Balladur (u. a. Nicolas Sarkozy) und die „sozialen Gaullisten“ forderten Juppé auch zum Rücktritt vom Parteivorsitz auf, sein Nachfolger wurde Philippe Séguin.
Ab 1998 wurde überprüft, ob Juppé zur Finanzierung des RPR Steuermittel hinterzogen und illegale Parteispenden angenommen hatte. Öffentliche Verträge wurden durch das Pariser Rathaus und andere Unternehmen finanziert. Seine persönliche Sekretärin in der RPR bezog ihr Gehalt über ein Unternehmen der Segur-Immobiliengruppe und zusätzlich über die Stadt Paris. 
Bei der Parlamentswahl 2002 wurde er als Abgeordneter wiedergewählt. Im selben Jahr wurde Juppé Vorsitzender der neu gegründeten Union pour un mouvement populaire (UMP), der Nachfolgepartei des RPR.
Am 30. Januar 2004 verurteilte das Tribunal Correctionel (Strafgericht) von Nanterre Juppé wegen Prise illégale d'intérêts (entspricht etwa Vorteilsannahme) zu 18 Monaten Gefängnis auf Bewährung und zehn Jahren Verlust des passiven Wahlrechts. Im Juli 2004 trat er als Parteivorsitzender der UMP zurück, zu seinem Nachfolger wurde Nicolas Sarkozy gewählt. Auf Juppés Berufung hin reduzierte der Cour d’appel in Versailles am 1. Dezember 2004 die Freiheitsstrafe auf vierzehn Monate mit Bewährung und ein Jahr Unwählbarkeit. In der Urteilsbegründung schrieben die Berufungsrichter, es sei bedauerlich, dass Juppé die gesetzlichen Regelungen zur Parteienfinanzierung, für die er selbst im Parlament gestimmt hatte, nicht auch auf seine eigene Partei angewendet habe. Dieses Urteil wurde rechtskräftig. Dadurch war Juppé gezwungen, auch das Amt des Bürgermeisters von Bordeaux, sein letztes politischen Amt, aufzugeben. Nachfolger dort wurde sein Stellvertreter Hugues Martin. Im Oktober 2006 kehrte Juppé ins Amt des Bürgermeisters von Bordeaux zurück.
Nach dem Sieg von Nicolas Sarkozy bei der Präsidentschaftswahl 2007 wurde Juppé zum Staatsminister und Umweltminister im Kabinett Fillon I ernannt. Nachdem er bei der Parlamentswahl 2007 nicht wieder in die Nationalversammlung gewählt worden war, legte er sein Ministeramt nieder.

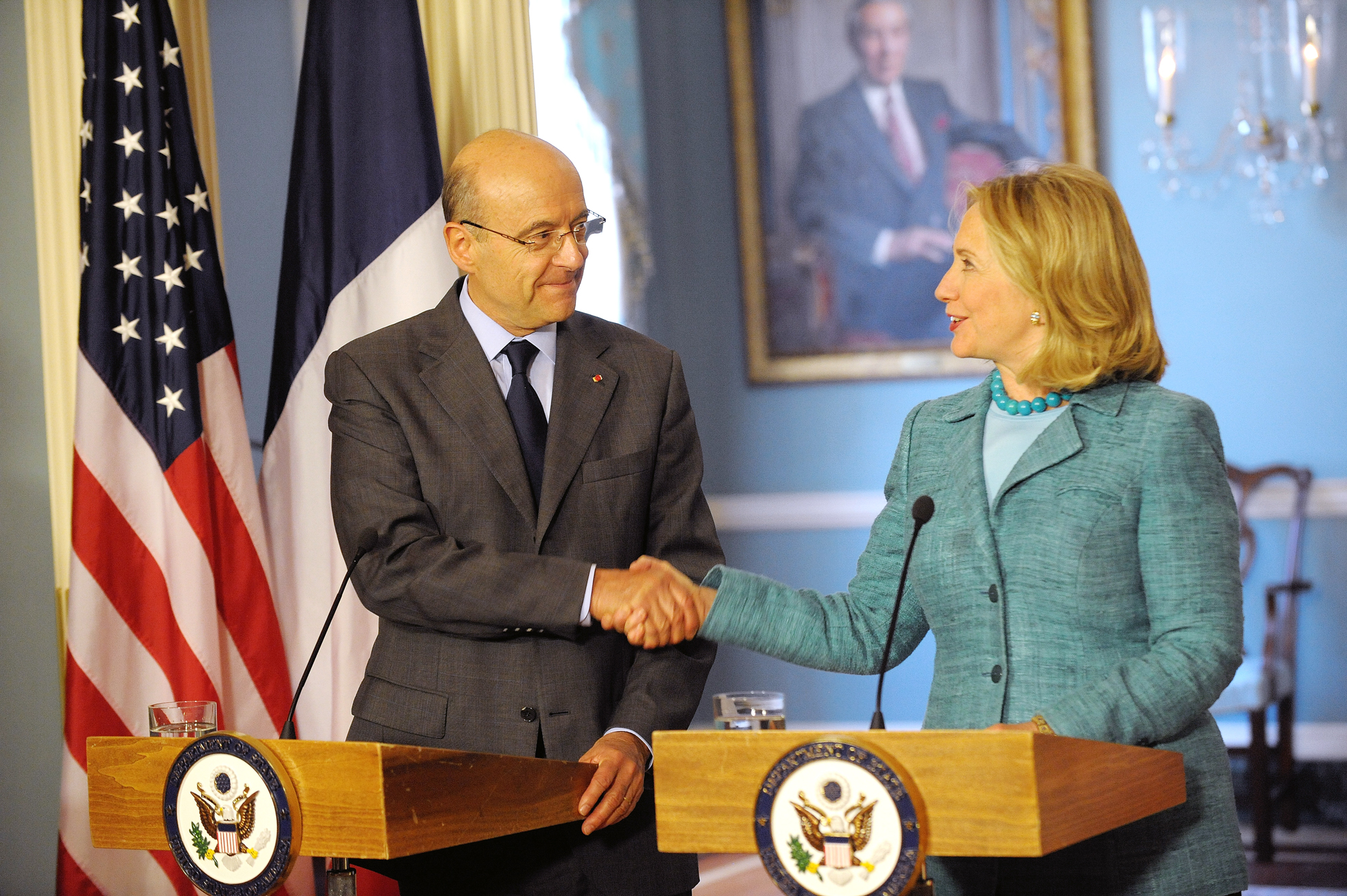
Juppé als Außenminister mit seiner amerikanischen Amtskollegin Hillary Clinton, 2011

Am 14. November 2010 wurde er wieder zum Staatsminister sowie zum Minister für Verteidigung und Veteranen im Kabinett Fillon III ernannt. Am 27. Februar 2011 wurde er als Nachfolger der zurückgetretenen Michèle Alliot-Marie erneut zum Außenminister ernannt, unter Beibehaltung der Funktion als Staatsminister. Im Verteidigungsministerium folgte ihm Gérard Longuet nach. Im Jahr 2011 sprach er sich in einem Interview mit France 2 für die Gründung einer Europäischen Föderation aus. Nach der Wahlniederlage Nicolas Sarkozys bei der Präsidentschaftswahl 2012 schied auch Juppé aus der Regierung aus.
Juppé galt als möglicher Bewerber für die Parteiführung der UMP nach dem Rückzug Sarkozys aus der Politik. Er schloss aber am 27. August 2012 eine Kandidatur endgültig aus, nachdem er zuvor erklärt hatte, nur als Konsenskandidat zur Verfügung zu stehen. Bei den heftigen Auseinandersetzungen zwischen Jean-François Copé und François Fillon nach der umstrittenen Neuwahl des Parteivorsitzes galt Juppé als möglicher Vermittler, scheiterte aber mit diesem Angebot. Juppé gilt als eine der einflussreichsten Personen der UMP. Nach dem Rücktritt von Jean-François Copé von der Präsidentschaft der UMP zum 15. Juni 2014 übernahm Juppé kommissarisch gemeinsam mit Jean-Pierre Raffarin und François Fillon die Führung der Partei.
Eine Umfrage im August 2015 erklärte ihn neben Nicolas Sarkozy zu einem Favoriten auf die Nominierung als Präsidentschaftskandidat der Républicains. Unter den Anhängern der Mitte-rechts-Parteien insgesamt lag er bei der Umfrage für die Vorwahlen mit 40 Prozent in Führung, unter den Anhängern der Républicains allerdings mit 30 Prozent deutlich hinter Sarkozy (52 Prozent) zurück. Bei den parteiinternen Vorwahlen im November 2016 wurde er als Favorit gehandelt, kam aber als lediglich als Zweitplatzierter mit François Fillon in die Stichwahl, welche er mit 33,5 Prozent der Stimmen (gegen 66,5 Prozent für Fillon) verlor. Als François Fillon wegen einer früheren angeblichen Scheinbeschäftigung seiner Ehefrau und seiner Kinder in die Kritik kam, forderten viele Konservative Juppé mehr oder weniger direkt zur erneuten Kandidatur auf. Dies lehnte er jedoch auch angesichts des starren Festhaltens von Fillon an der weiteren Kandidatur ab. Die Républicains müssten sich stattdessen jetzt um größtmögliche Einheit bemühen.

## Politische Funktionen
Regierung
- Staatsminister, Außenminister: 2011–2012
- Staatsminister, Verteidigungsminister: 2010–2011
- Staatsminister, Minister für Ökologie, nachhaltige Entwicklung und Raumordnung: Mai–Juni 2007
- Premierminister: 1995–1997
- Außenminister: 1993–1995
- Minister für Haushalt, Sprecher der Regierung: 1986–1988

Abgeordnetenmandate
- Abgeordneter in der Nationalversammlung für das Département Gironde (2. Bezirk): 1997–2004 (Mandatsverlust durch Aberkennung der Wählbarkeit)
- Abgeordneter in der Nationalversammlung für Paris (18. Bezirk): 1986 / 1988–1993
- Mitglied des Europäischen Parlaments: 1984–1986

Lokale Mandate
- Bürgermeister von Bordeaux: 1995–2004 (Amtsverlust durch Aberkennung der Wählbarkeit) / seit 2006
- Vize-Präsident der Communauté Urbaine de Bordeaux: Seit 2006
- Stadtrat von Bordeaux: 1995–2004 (Mandatsverlust durch Aberkennung der Wählbarkeit) / 2006–2019
- Mitglied des Communauté Urbaine de Bordeaux: 1995–2004 / seit 2006
- Präsident der Communauté Urbaine de Bordeaux: 1995–2004 (Amtsverlust durch Aberkennung der Wählbarkeit)
- Stellvertretender Bürgermeister von Paris: 1983–1995
- Stadtrat von Paris: 1983–1995

Partei-Funktionen
- Präsident der Union pour un Mouvement Populaire: 2002–2004
- Präsident des Rassemblement pour la République: 1994–1997
- Generalsekretär des Rassemblement pour la République: 1988–1994